# WTA Tour Championships 2007
El Sony Ericsson WTA Tour Championships 2007 se celebró en Madrid (España) entre el 6 y el 11 de noviembre de 2007. Es la segunda vez que se disputa en el estadio la capital española, y se juega en el estadio Madrid Arena tanto en el cuadro Individual (8 mejores) como de Dobles (4 mejores parejas) de la WTA.

## Individuales

### Jugadoras clasificadas
|  | Jugadora            | Puntos WTA Race |
|  | ------------------- | --------------- |
|  | Justine Henin       | 5405            |
|  | Jelena Janković     | 4097            |
|  | Svetlana Kuznetsova | 3691            |
|  | Ana Ivanović        | 3163            |
|  | Serena Williams     | 2767            |
|  | Anna Chakvetadze    | 2698            |
|  | Venus Williams      | 2470            |
|  | Daniela Hantuchová  | 2431            |
|  | María Sharápova     | 2431            |
|  | Marion Bartoli      | 2224            |
|  | Elena Dementieva    | 2023            |

| Jugadoras clasificadas |
| Jugadoras suplentes    |

- Venus Williams no acudió al torneo por lesión y fue sustituida por María Sharápova.

### Fase de grupos

#### Grupo Rojo
| N.º | Jugadora            |
| --- | ------------------- |
| 2   | Svetlana Kuznetsova |
| 4   | Ana Ivanović        |
| 6   | María Sharápova     |
| 8   | Daniela Hantuchová  |

##### Posiciones
| #  | Jugadora            | Partidos ganados | Partidos perdidos | Sets ganados | Sets perdidos |
| -- | ------------------- | ---------------- | ----------------- | ------------ | ------------- |
| 1. | María Sharápova     | 3                | 0                 | 6            | 1             |
| 2. | Ana Ivanović        | 2                | 1                 | 4            | 3             |
| 3. | Svetlana Kuznetsova | 0                | 2                 | 2            | 4             |
| 4. | Daniela Hantuchová  | 0                | 2                 | 0            | 4             |

##### Resultados
| Ganadora        | Contrincante        | Resultado   |
| --------------- | ------------------- | ----------- |
| María Sharápova | Daniela Hantuchová  | 6-4 7-5     |
| Ana Ivanović    | Svetlana Kuznetsova | 6-1 4-6 7-5 |
| Ana Ivanović    | Daniela Hantuchová  | 6-2 7-6(9)  |
| María Sharápova | Svetlana Kuznetsova | 5-7 6-2 6-2 |
| María Sharápova | Ana Ivanović        | 6-1 6-2     |

#### Grupo Amarillo
| N.º | Jugadora         |
| --- | ---------------- |
| 1   | Justine Henin    |
| 3   | Jelena Janković  |
| 5   | Serena Williams  |
| 7   | Anna Chakvetadze |
| *   | Marion Bartoli   |

##### Posiciones
| #  | Jugadora         | Partidos ganados | Partidos perdidos | Sets ganados | Sets perdidos |
| -- | ---------------- | ---------------- | ----------------- | ------------ | ------------- |
| 1. | Justine Henin    | 3                | 0                 | 6            | 0             |
| 2. | Anna Chakvetadze | 2                | 1                 | 4            | 3             |
| 3. | Marion Bartoli * | 1                | 1                 | 2            | 2             |
| 4. | Jelena Janković  | 0                | 3                 | 1            | 6             |

- La francesa Marion Bartoli sustituyó a la estadounidense Serena Williams debido a la lesión que ésta se produjo durante la disputa de su primer partido.

##### Resultados
| Ganadora         | Contrincante     | Resultado      |
| ---------------- | ---------------- | -------------- |
| Justine Henin    | Anna Chakvetadze | 6-1 7-6(4)     |
| Justine Henin    | Jelena Janković  | 6-2 6-2        |
| Anna Chakvetadze | Serena Williams  | 4-6 y ret.     |
| Justine Henin    | Marion Bartoli   | 6-0 6-0        |
| Anna Chakvetadze | Jelena Janković  | 6-4 0-6 6-3    |
| Marion Bartoli   | Jelena Janković  | 6-1 1-0 y ret. |

### Semifinales
| Fecha    | Hora¹ | Partido         | Partido | Partido          | Resultado |
| -------- | ----- | --------------- | ------- | ---------------- | --------- |
| 10.11.07 | 14:00 | María Sharápova | -       | Anna Chakvetadze | 6-2 6-2   |
| 10.11.07 | 16:00 | Ana Ivanović    | -       | Justine Henin    | 4-6 4-6   |

### Final
| Fecha    | Hora¹ | Partido         | Partido | Partido       | Resultado   |
| -------- | ----- | --------------- | ------- | ------------- | ----------- |
| 11.11.07 | 16:00 | María Sharápova | -       | Justine Henin | 7-5 5-7 3-6 |

- (¹) -  Hora local de Madrid (UTC +1)

## Dobles

### Parejas clasificadas
|  | Pareja                           |  | Puntos WTA Race |
|  | -------------------------------- |  | --------------- |
|  | Cara Black / Liezel Huber        |  | 6650.00         |
|  | Lisa Raymond / Samantha Stosur   |  | 3628.00         |
|  | Yung-jan Chan / Chia-Jung Chuang |  | 3146.00         |
|  | Katarina Srebotnik / Ai Sugiyama |  | 2812.00         |
|  | Kveta Peschke / Rennae Stubbs    |  | 2662.00         |

| Parejas clasificadas |

- La pareja formada por Lisa Raymond y Samantha Stosur no acudió por lesión de la segunda, con lo que fueron sustituidas por Kveta Peschke y Rennae Stubbs.

### Semifinales
| Fecha    | Hora¹ | Partido                        | Partido | Partido                        | Resultado       |
| -------- | ----- | ------------------------------ | ------- | ------------------------------ | --------------- |
| 10.11.07 | 11:30 | Yung-jan Chan Chia-Jung Chuang | -       | Katarina Srebotnik Ai Sugiyama | 2-6 2-6         |
| 10.11.07 | 18:00 | Cara Black Liezel Huber        | -       | Kveta Peschke Rennae Stubbs    | 7-6(3) 4-6 10-6 |

### Final
| Fecha    | Hora¹ | Partido                        | Partido | Partido                 | Resultado    |
| -------- | ----- | ------------------------------ | ------- | ----------------------- | ------------ |
| 11.11.07 | 13:30 | Katarina Srebotnik Ai Sugiyama | -       | Cara Black Liezel Huber | 7-5 3-6 8-10 |

- (¹) -  Hora local de Madrid (UTC +1)